# Wald, Appenzell Ausserrhoden

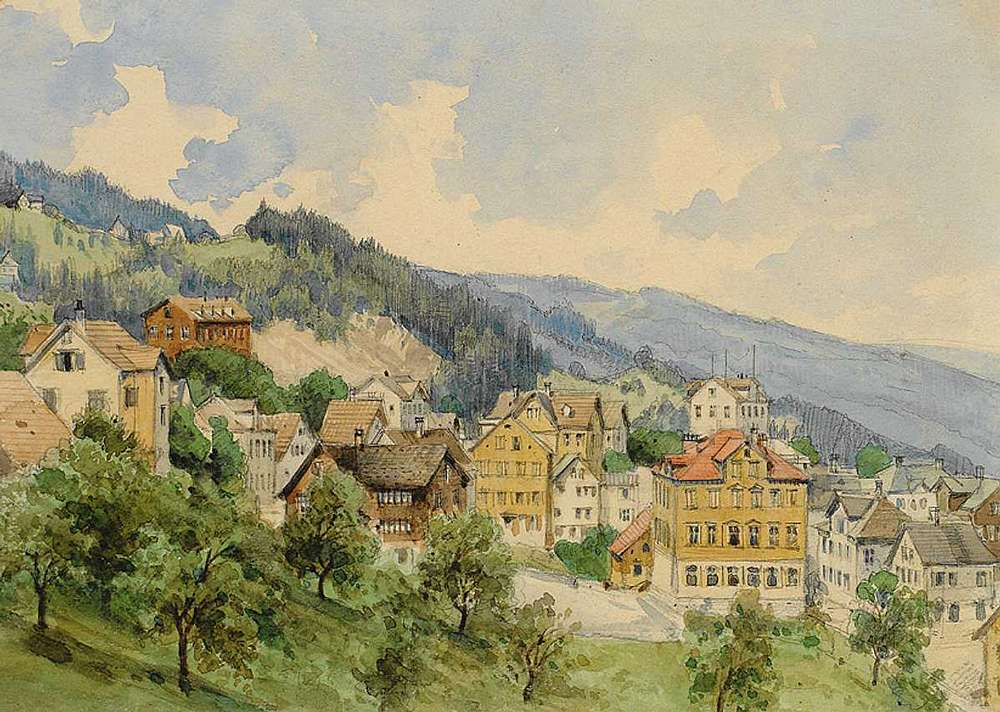
Wald i vattenfärg från 1800-talet.

Wald är en ort och kommun i kantonen Appenzell Ausserrhoden i Schweiz.
Befolkningen har ökat från 695 invånare (1980) till 909 invånare (2023). Många av de nyinflyttade kom från andra kantoner, och därför har den innan talade dialekten "Appenzeller Vorderländer" blivit allt ovanligare.

## Historia
År 1686 byggdes en kyrka i Wald och därigenom separerade man kommunen från Trogen. Fram till 1950 bestod befolkningen nästan uteslutande av jordbrukarfamiljer. Under 1950-talet minskade invånarantalet mycket, till under 700 invånare. Broderi var länge en betydande näring för kommunen, men i takt med att hantverket minskade så flyttade även invånarna, vilket var anledningen till att befolkningen minskade.

## Geografi
Walds yta är 6,83 km². Av detta område användes 66 procent för jordbruksändamål och 28,4 procent bestod av skogsmark (2006). Av resten var 5,4 procent bebyggd med byggnader eller vägar och återstående 0,1 procent bestod av floder, glaciärer eller berg.